# Куколь, Цвийо
Цвийо (Тоде) Куколь (хорв. Cvijo Kukolj, серб. Цвијо Кукољ; 10 апреля 1917, Отиш — 22 марта 1944, Хамбарине) — югославский партизан Народно-освободительной войны, Народный герой Югославии.

## Биография
Родился в 1917 году близ Сански-Моста. До войны был лесорубом. В партизанском движении с 1941 года, с января 1942 года член КПЮ. Нёс службу в 6-й краинской ударной бригаде и 6-й восточнобоснийской пролетарской ударной бригаде при 4-й Краинской дивизии НОАЮ.
Убит в 1944 году в битве за деревню Хамбарине против немецких войск. 27 ноября 1953 посмертно награждён званием Народного героя Югославии.